# 모나리자와 블러드 문
《모나리자와 블러드 문》(영어: Mona Lisa and the Blood Moon)은 2021년 제작된 미국의 판타지 영화로, 애나 릴리 애머푸어 감독이 연출한다. 케이트 허드슨, 크레이그 로빈슨, 에드 스크라인, 전종서가 출연한다. 2021년 베네치아 영화제 황금사자상 경쟁후보작이다.

## 줄거리
정신병원에 수감되어 있던 모나리자 리는 학대적인 처우에 시달리다 초능력을 사용해 탈출한다. 밤거리를 방황하던 그녀는 여러 사람들을 만나는데, 몇몇은 적대적이거나 위협적이다. 그녀의 이상한 행동은 경찰관 해롤드의 눈에 띄고, 그는 그녀를 체포하려 하지만 모나리자는 초능력으로 그를 제압한다.
이후 모나리자는 패스트푸드점 주차장에서 싸우던 보니 벨이라는 여성을 돕게 된다. 스트리퍼이자 싱글맘인 보니는 모나리자와 친해져 그녀를 집으로 데려간다. 모나리자는 보니의 어린 아들 찰리와 유대감을 형성한다.
보니는 모나리자의 초능력을 이용해 ATM에서 돈을 훔치고, 자신이 일하는 나이트클럽에서 팁을 더 많이 받으려 한다. 모나리자의 행동은 경찰관 해롤드의 관심을 계속해서 끌게 되고, 그가 두 여성과 맞닥뜨렸을 때 보니의 행동을 통해 모나리자는 그녀의 속내를 꿰뚫어보고 우정을 끝낸다. 홀로 남은 보니는 과거에 사기를 쳤던 남자들에게 공격받고 심하게 다친다.
모나리자는 도시를 떠나기로 결심하고 찰리를 데려가겠다고 제안한다. 찰리는 그 제안을 받아들인다. 공항에서 경찰관 해롤드에게 거의 잡힐 뻔했을 때, 찰리는 모나리자가 탈출할 수 있도록 시간을 벌어준다.

## 출연진

### 주연
- 전종서 - 모나리자 리 역
- 케이트 허드슨 - 보니 역

### 조연
- 크레이그 로빈슨 - 해롤드 경관 역
- 에드 스크라인 - 퍼즈 역
- 마이클 카롤로 - 랜디 역
- 실비아 그레이스 크림 - 술취한 소녀 역
- 찰리 탈버트 - 롤린스 역
- 레이 그레이 - 헤비 메탈 역
- 빌리 슬로터 - 매튜스 역
- 짐 글리슨 - 의사 역
- 사만다 보리우
- 릿치 몽고메리
- 켄 쇼크넥
- 아르만도 레둑
- 지지 에르네타
- 도나 두플랜티어
- 안소니 레이놀즈 - 마틴 경관 역
- 레넬 깁스
- 에이미 레 - 아시안 여성 탑승객 역
- 미키 발 - 공항 에이전트 역
- 에번 휘튼 - 찰리 역